# Xuayb ibn Àhmad
Xuayb ibn Àhmad (àrab: شعيب بن أحمد, Xuʿayb ibn Aḥmad) fou emir de Creta del 940 al 943. Fou l'emir que va governar durant menys temps de tots els emirs de Creta. Va succeir vers el 940 el seu pare Àhmad ibn Úmar. Uns tres anys després dirigia l'emirat el seu germà, Alí ibn Àhmad. Del seu govern no se'n sap res, però s'han conservat algunes monedes encunyades durant el seu regnat.